# Tri Mulyo (Sleman)
Tri Mulyo is een bestuurslaag in het regentschap Sleman van de provincie Jogjakarta, Indonesië. Tri Mulyo telt 8554 inwoners (volkstelling 2010).